# Felipe S. Umeres
Felipe S. Umeres fue un sacerdote y político peruano. 
Fue elegido senador por el departamento del Cusco en 1911 hasta 1912 durante el primer gobierno del presidente Augusto B. Leguía en la República Aristocrática
.